# Miguel Mujica Gallo
Miguel Elías Mujica Gallo, (Lima, 27 de marzo de 1910–Ib., 11 de agosto de 2001) fue un empresario, comerciante, político y diplomático peruano. Gran experto en caza mayor, coleccionista, fundador del Museo Oro del Perú y Armas del Mundo, con los que luego creó una Fundación para perpetuar su adecuado crecimiento conservación y exposición. Incidentalmente fue nombrado presidente del Consejo de Ministros y ministro de Relaciones Exteriores en el primer Gobierno de Fernando Belaúnde Terry, pero solo por unas horas, pues al día siguiente de su juramentación se produjo el golpe de Estado del general Juan Velasco Alvarado, el 3 de octubre de 1968. Fue también presidente del Club Nacional en diferentes ocasiones (1954-1957, 1965-1967, 1979-1981).

## Biografía
Sus padres fueron Manuel Mujica Carassa y Victoria Gallo Porras. Fue hermano de Manuel Mujica Gallo y sobrino de Luis Gallo Porras. Su padre poseía una de las fortunas más grandes del Perú, sustentada principalmente en haciendas, minas, negocios bancarios, etc.
Realizó estudios escolares en el Colegio Sagrados Corazones Recoleta, el Colegio de la Inmaculada y el Colegio Nuestra Señora de Guadalupe. Luego se trasladó a Inglaterra, donde estudió Agronomía en el Wye College, de la Universidad de Londres, y el Royal College of Cirencester. 
Al regresar al Perú, se dedicó a impulsar las compañías agrícolas de Perú S.A. y San Ramón e incursionó en la banca y finanzas: fue director fundador del Banco de Lima y de seguros La Nacional.
Se casó en Lima con Aída Diez-Canseco Bernales, con quien tuvo siete hijos.  
Aficionado a la caza, empezó cobrando piezas en los andes y en el oriente peruano; luego participó en varios safaris en África donde se hizo de piezas de caza mayor como elefantes, leones, hipopótamos, etc. También estuvo en la India, donde cazó a un tigre de bengala cuyo tamaño fue considerado récord mundial en su especie. 

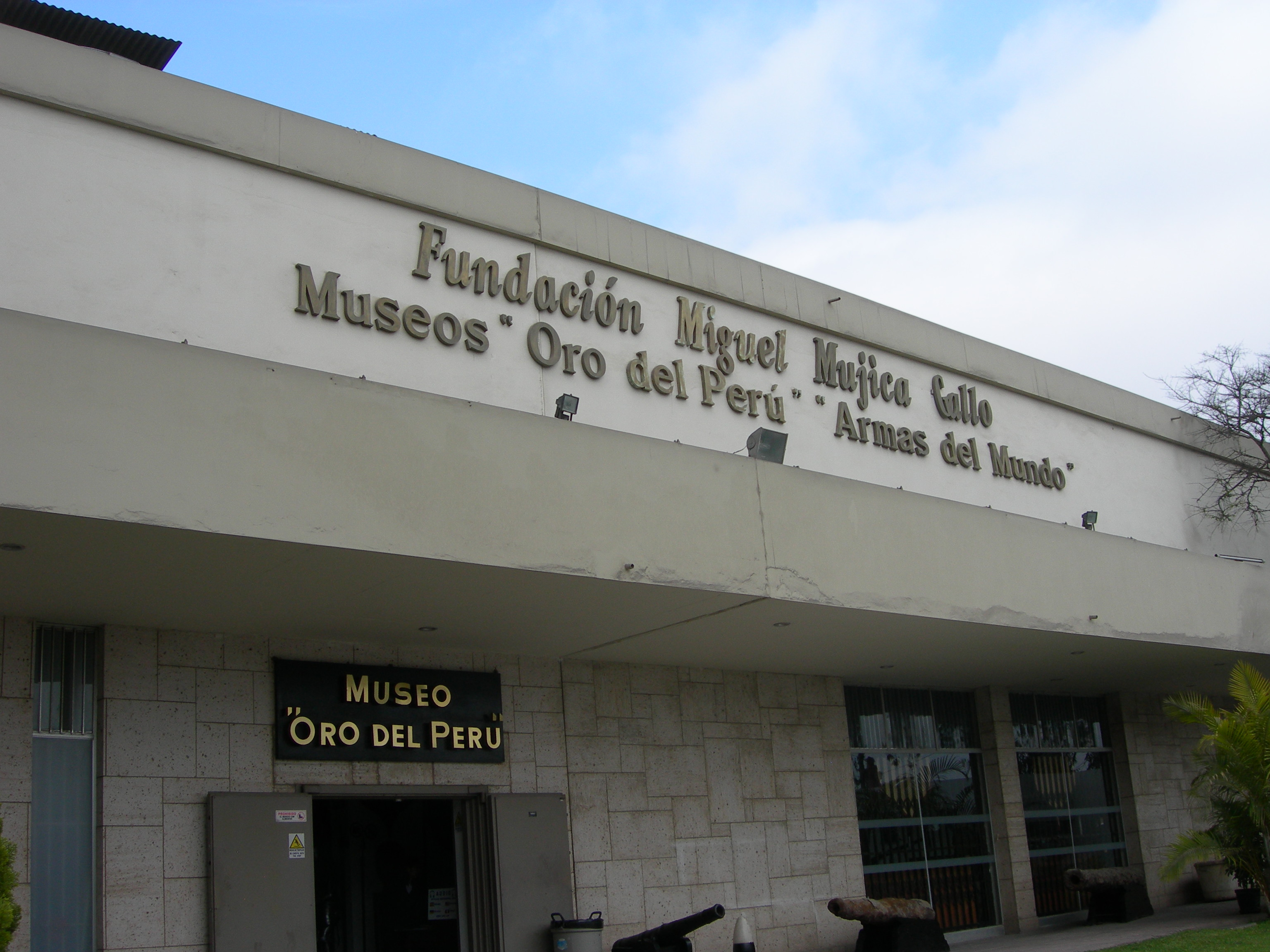
Fundación Miguel Mujica Gallo. Museo Oro del Perú y Armas del Mundo.

También desarrolló la afición de coleccionar armas antiguas, que las consiguió de todas partes del mundo. Muchas de ellas son de incalculable valor. En una oportunidad le ofrecieron en venta 300 piezas de oro sustraídas por los huaqueros de los sitios arqueológicos del norte peruano. A él solo le interesaba un tumi o cuchillo artísticamente labrado en oro, pero, a instancias de su esposa Aída terminó comprando todos los objetos y ese fue el inicio de una deslumbrante colección de piezas de oro que reunió a lo largo de los años. Bajo los auspicios del gobierno peruano, las exhibió en numerosos países de América y Europa. A base de esa colección de piezas de oro y de armas fundó el Museo de Oro y Armas del Mundo, situado en Monterrico, Surco, Lima. Luego creó una Fundación para perpetuar su adecuado crecimiento conservación y exposición (Fundación Miguel Mujica Gallo). En 1993 Mujica donó sus colecciones de oro y armas al Estado.
Su frustrada participación en la política se produjo cuando el presidente Belaúnde decidió a principios de octubre de 1968 formar un gabinete formado exclusivamente por personalidades independientes, en vista de la crítica situación que enfrentaba su régimen. Acababa de renunciar el gabinete presidido por Oswaldo Hercelles a raíz del escándalo de la llamada “página once”. El nuevo gabinete, que encabezó Mujica juramentó el 2 de octubre de 1968, pero horas después, a las dos de la madrugada del día siguiente se produjo el golpe de Estado que encabezó el general Juan Velasco Alvarado. Mujica comentó con humor que le había tocado presidir el mejor gabinete de la historia republicana del Perú, pues no había tenido tiempo de hacer nada malo.
Fue también presidente del Club Nacional de Lima en diversos periodos (1954-1957, 1965-1967, 1971-1974 y 1979-1981), al que defendió de los gobiernos militares de Manuel A. Odría, Juan Velasco Alvarado y Francisco Morales Bermúdez. De 1980 a 1985, se desempeñó como embajador del Perú en España.
En 2001, retirado de la política y con una ceguera avanzada, falleció en Lima.

## Publicación
- Oro del Perú (1959), libro que en sus láminas policromas presenta los más significativas muestras de su colección de oro. Está prologado por el ilustre Raúl Porras Barrenechea.